# Diocèse de Santo Domingo en Équateur
Le diocèse de Santo Domingo (en latin : Dioecesis Sancti Dominici in Aequatoria) ; en espagnol : Diócesis de Santo Domingo en Ecuador) est un diocèse de l'Église catholique en Équateur suffragant de l'archidiocèse de Portoviejo.

## Territoire
Le diocèse s'étend sur la province de Santo Domingo de los Tsáchilas ainsi que les cantons de Puerto Quito, Vicente Maldonado et San Miguel de los Bancos dans la province de Pichincha. L'autre fraction de cette province est gérée par l'archidiocèse de Quito.
Il possède un territoire d'une superficie de 8 500 km2 divisé en 60 paroisses. L'évêché est à Santo Domingo où se trouve la cathédrale du Bon Pasteur.

## Histoire
La prélature territoriale de Santo Domingo de los Colorados est érigé le 5 janvier 1987 par la constitution apostolique Patres atque pastores du pape Jean-Paul II en prenant sur le territoire de l'archidiocèse de Quito dont Santo Domingo devient suffragant.
Le 25 février 1994, il est nommé suffragant de Portoviejo lorsque ce diocèse est élevé au rang d'archidiocèse métropolitain par la constitution apostolique Maiori spirituali de Jean-Paul II. Le 8 août 1996, le même pape élève la prélature territoriale au rang de diocèse par la constitution Cum hisce recentioribus sous le nom de diocèse de Santo Domingo de los Colorados. Il prend son nom actuel le 18 juin 2008.

## Évêques
- Emilio Lorenzo Stehle (1987-2002)
- Wilson Abraham Moncayo Jalil (2002-2012)
  - Julio César Terán Dutari, S.J (2012-2015) (administrateur apostolique)
- Bertram Víctor Wick Enzler (2015- )